# Синиор, Олив
Олив Синиор (также Сениор, англ. Olive Marjorie Senior; род. 23 декабря 1941, приход Трелони, Ямайка) — ямайская и канадская писательница, поэтесса, журналистка.

## Биография
Училась в высшей школе для девушек в Монтего-Бей. Работала в газете в Кингстоне. Затем училась журналистике в Уэльсе (Кардифф) и Канаде (Карлтонский университет, Оттава, закончила в 1967). Вернувшись на Ямайку, работала как журналистка, потом издавала в Университете Вест-Индии журнал Социальные и экономические исследования (1972—1977), в Институте Ямайки — Журнал Ямайки (1982—1989). После разрушительного для Ямайки урагана Гилберт в 1988 уехала в Европу, жила в Португалии, Нидерландах, Великобритании. В 1991 поселилась в Канаде, где живёт до сих пор; ежегодно приезжает на родину.

## Творчество
Автор трудов о социальной жизни и культуре Ямайки. В 1985 опубликовала первую книгу стихов, в 1986 — дебютную книгу рассказов, в 2011 — роман. Автор нескольких книг для детей.

## Избранные публикации
- Ямайское наследие от А до Я/ A-Z of Jamaican Heritage, Heinemann and Gleaner Company Ltd, 1984 (расширенное изд. 2004)
- Разговоры деревьев/ Talking of Trees, Calabash, 1985 (стихотворения)
- Летняя молния и другие рассказы/ Summer Lightning and Other Stories, Longman, 1986 (новеллы; премия писателям Британского содружества)
- Явление женщины-змеи/ Arrival of the Snake-Woman, Longman, 1989 (новеллы)
- Working Miracles: Women’s Lives in the English-Speaking Caribbean, Indiana University Press, 1991
- Садоводствуя в тропиках/ Gardening in the Tropics, McClelland & Stewart, 1994 (стихотворения)
- Discerner of Hearts, McClelland & Stewart, 1995 (новеллы)
- Over the Roofs of the World, Insomniac Press, 2005 (стихотворения)
- Shell, Insomniac Press, 2007
- Dancing Lessons, Cormorant Books, 2011 (роман, шорт-лист премии писателям Британского содружества)

## Публикации на русском языке
- Рассказы, стихи

## Признание
Золотая медаль Месгрейва за вклад в литературу (Ямайка, 2005).